# بدون تاریخ، بدون امضاء
بدون تاریخ، بدون امضا فیلمی به کارگردانی وحید جلیلوند، نویسندگی علی زرنگار و وحید جلیلوند و تهیه‌کنندگی احسان علیخانی و علی جلیلوند محصول سال ۱۳۹۵ است.
این فیلم در تاریخ ۲۴ شهریور ۱۳۹۷ به عنوان نماینده سینمای ایران در اسکار ۲۰۱۹ انتخاب شد.

## خلاصه داستان
دکتر کاوه نریمان (امیر آقایی) در هنگام رانندگی با یک موتورسیکلت که خانواده ای سوار آن بوده تصادف می‌کند و ظاهراً مشکلی برای هیچ یک از اعضای خانواده پیش نمی‌آید. 
اما فردای آن روز او در محل کارش، یعنی پزشکی قانونی، با جسد پسر همان خانواده روبه‌رو می‌شود اما از رویارویی با خانواده متوفی خودداری می کند تا متوجه دلیل اصلی مرگ پسر شود…

## بازیگران
| بازیگر         | نقش                             |
| -------------- | ------------------------------- |
| نوید محمدزاده  | موسی خانرودی (پدر کودک فوت شده) |
| هدیه تهرانی    | سایه (همسر و همکار دکتر)        |
| امیر آقایی     | دکتر کاوه نریمان                |
| زکیه بهبهانی   | لیلا (مادر کودک فوت شده)        |
| سعید داخ       | مسئول بازرسی صحنه قتل           |
| علیرضا استادی  | کارمند آگاهی شاپور              |
| احسان رحیم دل  | صاحب مرغداری                    |
| علیرضا رحیم دل | حبیب (کارگر مرغداری)            |
| فاطمه مرتاضی   | مادر کاوه                       |
| احسان عباسی    | مامور آگاهی                     |

## موسیقی
| شماره | نام                                     | خواننده     | مدت  |
| ----- | --------------------------------------- | ----------- | ---- |
| ۱.    | «بدون تاریخ، بدون امضا» (تیتراژ پایانی) | روزبه بمانی | ۴:۲۳ |

## حضور در جشنواره‌ها و جوایز

### جشنواره‌ها

#### بین‌المللی

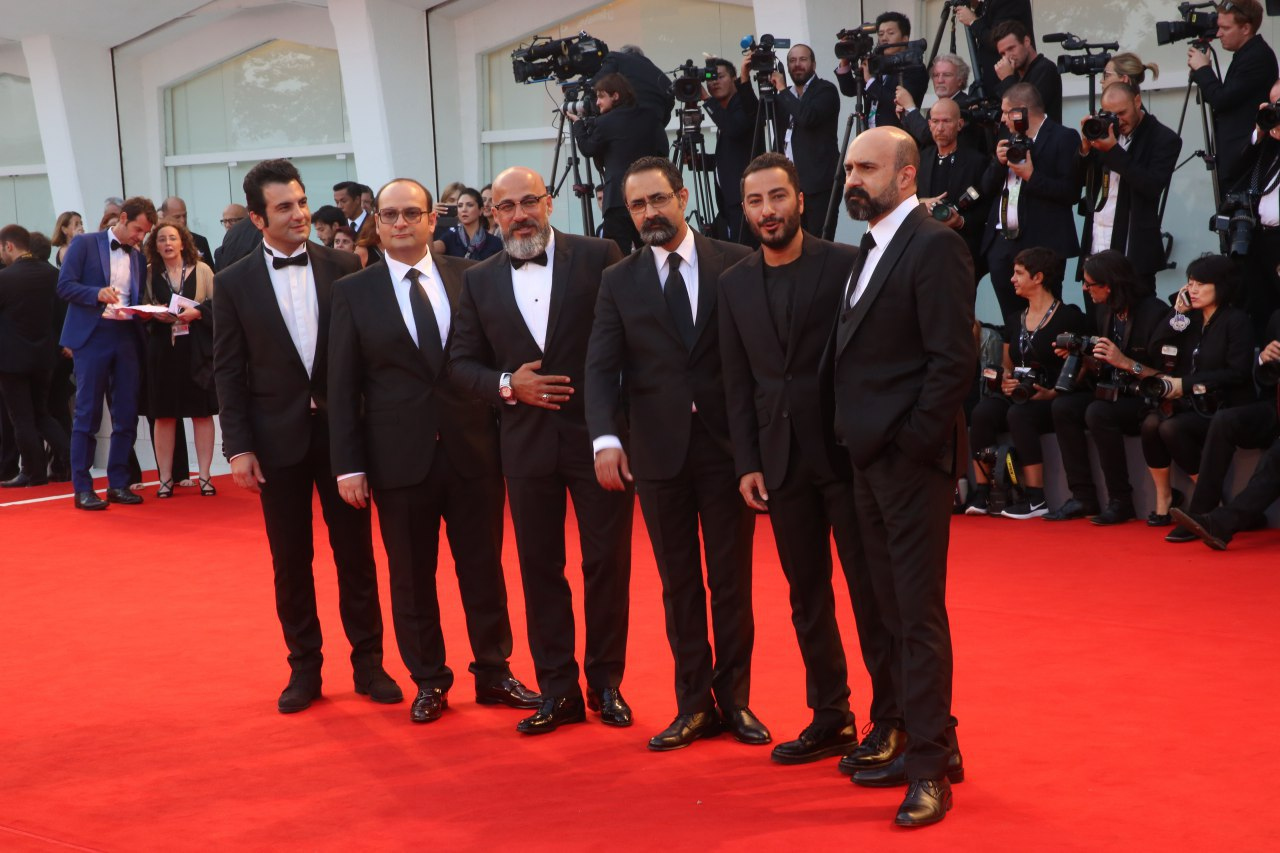
عوامل فیلم در جشنوارهٔ ونیز ۲۰۱۸

| سال  | جشنواره                                | بخش                |
| ---- | -------------------------------------- | ------------------ |
| ۲۰۱۸ | جشنواره بین‌المللی فیلم ونیز            | افق‌ها              |
| ۲۰۱۸ | جشنواره بین‌المللی فیلم تسالونیکی       | مسابقه اصلی        |
| ۲۰۱۸ | جشنواره بین‌المللی فیلم استکهلم         | مسابقه اصلی        |
| ۲۰۱۸ | جشنواره بین‌المللی فیلم پام اسپرینگز    | مسابقه اصلی        |
| ۲۰۱۸ | جشنواره بین‌المللی فیلم هامبورگ         | استعدادهای جوان    |
| ۲۰۱۸ | جشنواره بین‌المللی فیلم فِست             | مسابقه اصلی        |
| ۲۰۱۸ | جشنواره بین‌المللی فیلم آسیا پاسیفیک    | مسابقه اصلی        |
| ۲۰۱۸ | جشنواره بین‌المللی فیلم بلگراد          | مسابقه اصلی        |
| ۲۰۱۸ | جشنواره بین‌المللی فیلم شیکاگو          | مسابقه اصلی        |
| ۲۰۱۸ | کارگردانان جدید                        |                    |
| ۲۰۱۸ | مسابقه اصلی                            |                    |
| ۲۰۱۸ | جشنواره بین‌المللی فیلم براتیسلاوا      | مسابقه بین‌المللی   |
| ۲۰۱۸ | جشنواره بین‌المللی فیلم هند             | مسابقه بین‌المللی   |
| ۲۰۱۸ | جشنواره بین‌المللی فیلم استانبول        | بهترین جشنواره‌ها   |
| ۲۰۱۸ | جشنواره بین‌المللی فیلم‌های مستقل بروکسل | مسابقه اصلی        |
| ۲۰۱۸ | جشنواره بین‌المللی فیلم سیدنی           | فیلم‌های بلند       |
| ۲۰۱۸ | جشنواره بین‌المللی فیلم سیدنی           | سینمای دولتی       |
| ۲۰۱۸ | جشنواره بین‌المللی فیلم سیدنی           | برندگان جوایز      |
| ۲۰۱۸ | جشنواره بین‌المللی فیلم سیدنی           | بیداری سینما       |
| ۲۰۱۸ | جشنواره بین‌المللی فیلم سیدنی           | فیلم‌های خاور میانه |

#### داخلی
| سال  | جشنواره                           |
| ---- | --------------------------------- |
| ۱۳۹۵ | سی و پنجمین دوره جشنواره فیلم فجر |
| ۱۳۹۶ | جشن منتقدان و نویسندگان سینمایی   |
| ۱۳۹۷ | جشن دنیای تصویر                   |
| ۱۳۹۷ | جشن خانه سینما                    |
| ۱۳۹۷ | جایزه آکادمی سینماسینما           |

### جوایز
| سال       | جشنواره                                                       | قسمت                       | نامزد                       | نتیجه    | جایزه                |
| --------- | ------------------------------------------------------------- | -------------------------- | --------------------------- | -------- | -------------------- |
| ۲۰۱۷/۱۳۹۵ | سی و پنجمین دوره جشنواره فیلم فجر                             | بهترین فیلم                | علی جلیلوند و احسان علیخانی | نامزدشده | سیمرغ بلورین         |
| ۲۰۱۷/۱۳۹۵ | سی و پنجمین دوره جشنواره فیلم فجر                             | بهترین کارگردانی           | وحید جلیلوند                | نامزدشده | سیمرغ بلورین         |
| ۲۰۱۷/۱۳۹۵ | سی و پنجمین دوره جشنواره فیلم فجر                             | بهترین بازیگر نقش اول مرد  | امیر آقایی                  | نامزدشده | سیمرغ بلورین         |
| ۲۰۱۷/۱۳۹۵ | سی و پنجمین دوره جشنواره فیلم فجر                             | بهترین بازیگر نقش مکمل مرد | نوید محمدزاده               | برنده    | سیمرغ بلورین         |
| ۲۰۱۷/۱۳۹۵ | سی و پنجمین دوره جشنواره فیلم فجر                             | بهترین بازیگر نقش مکمل زن  | زکیه بهبهانی                | نامزدشده | سیمرغ بلورین         |
| ۲۰۱۷/۱۳۹۵ | سی و پنجمین دوره جشنواره فیلم فجر                             | بهترین فیلمبرداری          | پیمان شادمان فر             | نامزدشده | سیمرغ بلورین         |
| ۲۰۱۷/۱۳۹۵ | سی و پنجمین دوره جشنواره فیلم فجر                             | بهترین فیلمنامه            | وحید جلیلوند و علی زرنگار   | نامزدشده | سیمرغ بلورین         |
| ۲۰۱۷/۱۳۹۵ | سی و پنجمین دوره جشنواره فیلم فجر                             | بهترین موسیقی متن          | پیمان یزدانیان              | نامزدشده | سیمرغ بلورین         |
| ۲۰۱۷/۱۳۹۵ | سی و پنجمین دوره جشنواره فیلم فجر                             | بهترین صدابرداری           | امین میرشکاری               | نامزدشده | سیمرغ بلورین         |
| ۲۰۱۷/۱۳۹۵ | سی و پنجمین دوره جشنواره فیلم فجر                             | بهترین صداگذاری            | سید علیرضا علویان           | برنده    | سیمرغ بلورین         |
| ۲۰۱۷/۱۳۹۵ | سی و پنجمین دوره جشنواره فیلم فجر                             | بهترین چهره پردازی         | عبدالله اسکندری             | نامزدشده | سیمرغ بلورین         |
| ۲۰۱۷/۱۳۹۵ | سی و پنجمین دوره جشنواره فیلم فجر                             | بهترین طراحی صحنه و لباس   | محسن نصرالهی (طراحی صحنه)   | نامزدشده | سیمرغ بلورین         |
| ۲۰۱۷/۱۳۹۶ | یازدهمین دوره جشن منتقدان و نویسندگان سینمایی                 | بهترین فیلم                | علی جلیلوند و احسان غلیخانی | نامزدشده | جایزه اصلی           |
| ۲۰۱۷/۱۳۹۶ | یازدهمین دوره جشن منتقدان و نویسندگان سینمایی                 | بهترین کارگردانی           | وحید جلیلوند                | نامزدشده | جایزه اصلی           |
| ۲۰۱۷/۱۳۹۶ | یازدهمین دوره جشن منتقدان و نویسندگان سینمایی                 | بهترین فیلمنامه            | وحید جلیلوند و علی زرنگار   | نامزدشده | جایزه اصلی           |
| ۲۰۱۷/۱۳۹۶ | یازدهمین دوره جشن منتقدان و نویسندگان سینمایی                 | بهترین بازیگر نقش اول مرد  | امیر آقایی                  | نامزدشده | جایزه اصلی           |
| ۲۰۱۷/۱۳۹۶ | یازدهمین دوره جشن منتقدان و نویسندگان سینمایی                 | بهترین بازیگر نقش مکمل مرد | نوید محمدزاده               | نامزدشده | جایزه اصلی           |
| ۲۰۱۷/۱۳۹۶ | یازدهمین دوره جشن منتقدان و نویسندگان سینمایی                 | بهترین بازیگر نقش مکمل زن  | زکیه بهبهانی                | نامزدشده | جایزه اصلی           |
| ۲۰۱۷/۱۳۹۶ | هفتاد و چهارمین دوره جشنواره فیلم ونیز (بخش افق‌ها)            | بهترین فیلم                | وحید جلیلوند                | نامزدشده | شیر نقره ای          |
| ۲۰۱۷/۱۳۹۶ | هفتاد و چهارمین دوره جشنواره فیلم ونیز (بخش افق‌ها)            | بهترین کارگردانی           | وحید جلیلوند                | برنده    | شیر نقره ای          |
| ۲۰۱۷/۱۳۹۶ | هفتاد و چهارمین دوره جشنواره فیلم ونیز (بخش افق‌ها)            | بهترین بازیگر مرد          | نوید محمدزاده               | برنده    | شیر نقره ای          |
| ۲۰۱۷/۱۳۹۶ | پنجاه و هشتمین دوره جشنواره فیلم تسالونیکی                    | بهترین فیلم                | وحید جلیلوند                | برنده    | اسکندر نقره ای       |
| ۲۰۱۷/۱۳۹۶ | پنجاه و هشتمین دوره جشنواره فیلم تسالونیکی                    | بهترین کارگردانی           | وحید جلیلوند                | برنده    | لوح ویژه منتقدان     |
| ۲۰۱۷/۱۳۹۶ | بیست و هفتمین دوره جشنواره فیلم استکهلم                       | بهترین فیلمنامه            | وحید جلیلوند                | برنده    | جایزه اصلی           |
| ۲۰۱۷/۱۳۹۶ | بیست و هفتمین دوره جشنواره فیلم استکهلم                       | بهترین فیلم                | وحید جلیلوند و علی زرنگار   | نامزدشده | اسب برنز             |
| ۲۰۱۷/۱۳۹۶ | بیست و نهمین دوره جشنواره فیلم پالم اسپرینگز                  | جایزه ویژه هیئت داوران     | وحید جلیلوند                | نامزدشده | لوح تقدیر            |
| ۲۰۱۷/۱۳۹۶ | بیست و پنجمین دوره جشنواره فیلم هامبورگ (بخش استعدادهای جوان) | بهترین فیلم                | وحید جلیلوند                | نامزدشده | لوح تقدیر            |
| ۲۰۱۷/۱۳۹۶ | چهل و ششمین جشنواره فیلم فِست                                  | بهترین کارگردانی           | وحید جلیلوند                | برنده    | لوح ویژه هیئت داوران |
| ۲۰۱۷/۱۳۹۶ | پنجاه و سومین دوره جشنواره فیلم شیکاگو (بخش کارگردانان جدید)  | بهترین کارگردانی           | وحید جلیلوند                | برنده    | هوگوی طلایی          |
| ۲۰۱۷/۱۳۹۶ | نوزدهمین دوره جشنواره فیلم براتیسلاوا (بخش مسابقه بین‌المللی)  | بهترین کارگردانی           | وحید جلیلوند                | برنده    | جایزه فیپرشی         |
| ۲۰۱۷/۱۳۹۶ | نوزدهمین دوره جشنواره فیلم براتیسلاوا (بخش مسابقه بین‌المللی)  | بهترین بازیگر مرد          | نوید محمدزاده               | برنده    | جایزه فیپرشی         |
| ۲۰۱۷/۱۳۹۶ | یازدهمین دوره جشنواره فیلم آسیا پاسیفیک                       | بهترین بازیگر مرد          | نوید محمدزاده               | برنده    | لوح تقدیر            |
| ۲۰۱۸/۱۳۹۷ | هجدهمین دوره جشن دنیای تصویر                                  | بهترین فیلم                | علی جلیلوند و احسان علیخانی | نامزدشده | تندیس حافظ           |
| ۲۰۱۸/۱۳۹۷ | هجدهمین دوره جشن دنیای تصویر                                  | بهترین کارگردانی           | وحید جلیلوند                | نامزدشده | تندیس حافظ           |
| ۲۰۱۸/۱۳۹۷ | هجدهمین دوره جشن دنیای تصویر                                  | بهترین بازیگر مرد          | نوید محمدزاده               | نامزدشده | تندیس حافظ           |
| ۲۰۱۸/۱۳۹۷ | بیستمین دوره جشن خانه سینما                                   | بهترین فیلم                | علی جلیلوند و احسان علیخانی | برنده    | تندیس شایستگی        |
| ۲۰۱۸/۱۳۹۷ | بیستمین دوره جشن خانه سینما                                   | بهترین کارگردانی           | وحید جلیلوند                | برنده    | تندیس شایستگی        |
| ۲۰۱۸/۱۳۹۷ | بیستمین دوره جشن خانه سینما                                   | بهترین فیلمنامه            | وحید جلیلوند و علی زرنگار   | برنده    | تندیس شایستگی        |
| ۲۰۱۸/۱۳۹۷ | بیستمین دوره جشن خانه سینما                                   | بهترین فیلمبرداری          | پیمان شادمان فر             | نامزدشده | تندیس شایستگی        |
| ۲۰۱۸/۱۳۹۷ | بیستمین دوره جشن خانه سینما                                   | بهترین بازیگر نقش اول مرد  | امیر آقایی                  | نامزدشده | تندیس شایستگی        |
| ۲۰۱۸/۱۳۹۷ | بیستمین دوره جشن خانه سینما                                   | بهترین بازیگر نقش مکمل زن  | زکیه بهبهانی                | برنده    | تندیس شایستگی        |
| ۲۰۱۸/۱۳۹۷ | بیستمین دوره جشن خانه سینما                                   | بهترین بازیگر نقش مکمل مرد | نوید محمدزاده               | برنده    | تندیس شایستگی        |
| ۲۰۱۸/۱۳۹۷ | بیستمین دوره جشن خانه سینما                                   | بهترین طراحی صحنه          | محسن نصرالهی                | نامزدشده | تندیس شایستگی        |
| ۲۰۱۸/۱۳۹۷ | بیستمین دوره جشن خانه سینما                                   | بهترین صدابرداری           | امین میرشکاری               | نامزدشده | تندیس شایستگی        |
| ۲۰۱۸/۱۳۹۷ | بیستمین دوره جشن خانه سینما                                   | بهترین چهره پردازی         | عبدالله اسکندری             | نامزدشده | تندیس شایستگی        |
| ۲۰۱۸/۱۳۹۷ | نخستین دوره جایزه آکادمی سینماسینما                           | بهترین فیلم                | علی جلیلوند و احسان علیخانی | نامزدشده | تندیس مهرگیاه        |
| ۲۰۱۸/۱۳۹۷ | نخستین دوره جایزه آکادمی سینماسینما                           | بهترین کارگردانی           | وحید جلیلوند                | نامزدشده | تندیس مهرگیاه        |
| ۲۰۱۸/۱۳۹۷ | نخستین دوره جایزه آکادمی سینماسینما                           | بهترین فیلمنامه            | وحید جلیلوند و علی زرنگار   | برنده    | تندیس مهرگیاه        |
| ۲۰۱۸/۱۳۹۷ | نخستین دوره جایزه آکادمی سینماسینما                           | بهترین بازیگر مرد          | نوید محمدزاده               | برنده    | تندیس مهرگیاه        |

| سال  | بخش                           | نامزد                    | نتیجه      | جایزه        |
| ---- | ----------------------------- | ------------------------ | ---------- | ------------ |
| ۱۳۹۵ | بهترین فیلم از نگاه تماشاگران | احسان علیخانیعلی جلیلوند | مساویچهارم | سیمرغ بلورین |